# Athericidae

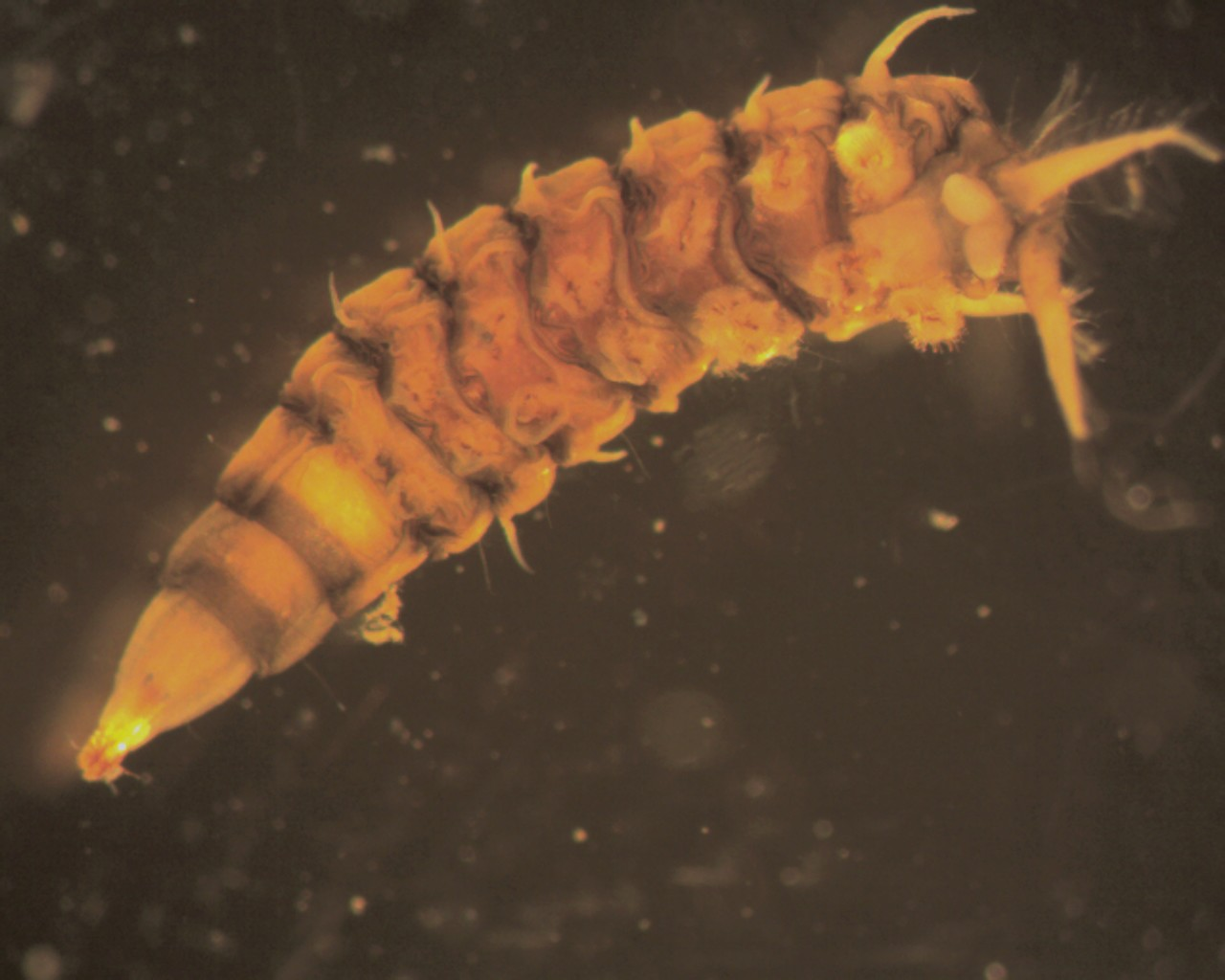
Larva, se ven las pseudopatas

Athericidae es una familia pequeña de moscas (conocidas en inglés como water snipe flies o ibis flies). Se consideraban parte de la familia Rhagionidae, pero las separó Stuckenberg en 1973. Ahora se consideran más estrechamente emparentadas con los tábanos (Tabanidae). Las especies de Athericidae tienen distribución en todo el mundo.

## Ecología
Los adultos se alimentan principalmente de néctar pero algunas especies se alimentan de sangre de mamíferos. La hematofagia ha sido demostrada en los adultos Suragina y Suraginella y se sospecha en otros géneros. Las larvas no se alimentan durante el primer estadio; después de la primera muda se convierten en depredadores. Las larvas típicamente se alimentan de invertebrados o son saprófagas.
Las larvas tienen morfología muy particular. Su cápsula cefálica está bien desarrollada dorsalmente; tienen pseudopatas abdominales con ganchos. Estas estructuras ayudan el movimiento de larvas sin que las arrastre el agua de su hábitat preferido, corrientes caudalosas de las montañas. Las larvas son depredadores de otros invertebrados acuáticos como las frigáneas (Trichoptera). Los adultos tienen abdomen robusto, cónico, tienen patas largas y antenas con aristas. Los machos son sexualmente dimórficos con grandes ojos que se juntan al tope de la cabeza.
Los adultos generalmente descansan en la superficie de las hojas, cerca de arroyos de donde emergen o más alejados si están buscando una comida de sangre.  Los athericidos soban o palpan la superficie de hojas, un comportamiento que comparten con los Tabanidae. En todas las especies los huevos son depositados de una sola vez y las hembras mueren. 

## Subfamilias y géneros
Hay más de 130 especies en 12 géneros. Se han descrito dos subfamilias; Dasyommatinae contiene sólo Dasyomma y todos los otros géneros vivientes están en Athericinae.
- Dasyommatinae
  - † Dasyomma Macquart, 1840
- Athericinae
  - Asuragina Yang & Nagatomi, 1992
  - Atherix Meigen, 1803
  - Atrichops Verrall, 1909
  - Ibisia Róndani, 1856
  - Microphora Krober, 1840
  - Pachybates Bezzi, 1992
  - Suragina Walker, 1858
  - Suraginella Stuckenberg, 2000
  - Trichacantha Stuckenberg, 1955
  - Xeritha Stuckenberg, 1966
  - Athericites † Mostovski, Jarzembowski & Coram, 2003
  - Succinatherix † Stuckenberg, 1974